# Taekwondo a 2014. évi nyári ifjúsági olimpiai játékokon
A 2014. évi nyári ifjúsági olimpiai játékokon a taekwondo versenyszámait Nankingban rendezték augusztus 17. és augusztus 21. között. A fiúknál és a lányoknál is 5–5 súlycsoportban avattak ifjúsági olimpiai bajnokot.

## Naptár
Az időpontok helyi idő szerint (UTC+8) értendők.
| Dátum         | Időpont | Versenyszám                                                                |
| ------------- | ------- | -------------------------------------------------------------------------- |
| Augusztus 17. | 14:00   | Lány 44 kg, selejtezők, negyeddöntők Fiú 48 kg, selejtezők, negyeddöntők   |
| Augusztus 17. | 19:00   | Lány 44 kg, elődöntők, döntő Fiú 48 kg, elődöntők, döntő                   |
| Augusztus 18. | 14:00   | Lány 49 kg, selejtezők, negyeddöntők Fiú 55 kg, selejtezők, negyeddöntők   |
| Augusztus 18. | 19:00   | Lány 49 kg, elődöntők, döntő Fiú 55 kg, elődöntők, döntő                   |
| Augusztus 19. | 14:00   | Lány 55 kg, selejtezők, negyeddöntők Fiú 63 kg, selejtezők, negyeddöntők   |
| Augusztus 19. | 19:00   | Lány 55 kg, elődöntők, döntő Fiú 63 kg, elődöntők, döntő                   |
| Augusztus 20. | 14:00   | Lány 63 kg, selejtezők, negyeddöntők Fiú 73 kg, selejtezők, negyeddöntők   |
| Augusztus 20. | 19:00   | Lány 63 kg, elődöntők, döntő Fiú 73 kg, elődöntők, döntő                   |
| Augusztus 21. | 14:00   | Lány +63 kg, selejtezők, negyeddöntők Fiú +73 kg, selejtezők, negyeddöntők |
| Augusztus 21. | 19:00   | Lány +63 kg, elődöntők, döntő Fiú +73 kg, elődöntők, döntő                 |

## Éremtáblázat
(A táblázatokban a rendező ország eltérő háttérszínnel, az egyes számoszlopok legmagasabb értéke vastagítással kiemelve.)
| A 2014. évi nyári ifjúsági olimpiai játékok éremtáblázata taekwondóban | A 2014. évi nyári ifjúsági olimpiai játékok éremtáblázata taekwondóban | A 2014. évi nyári ifjúsági olimpiai játékok éremtáblázata taekwondóban | A 2014. évi nyári ifjúsági olimpiai játékok éremtáblázata taekwondóban | A 2014. évi nyári ifjúsági olimpiai játékok éremtáblázata taekwondóban | Olimpia  |
| ---------------------------------------------------------------------- | ---------------------------------------------------------------------- | ---------------------------------------------------------------------- | ---------------------------------------------------------------------- | ---------------------------------------------------------------------- | -------- |
|                                                                        | Ország                                                                 | Arany                                                                  | Ezüst                                                                  | Bronz                                                                  | Összesen |
| 1.                                                                     | Tajvan (TPE)                                                           | 2                                                                      | 1                                                                      | 1                                                                      | 4        |
| 2.                                                                     | Irán (IRI)                                                             | 2                                                                      | 0                                                                      | 1                                                                      | 3        |
| 3.                                                                     | Azerbajdzsán (AZE)                                                     | 1                                                                      | 1                                                                      | 0                                                                      | 2        |
| 4.                                                                     | Franciaország (FRA)                                                    | 1                                                                      | 0                                                                      | 1                                                                      | 2        |
| 5.                                                                     | Brazília (BRA)                                                         | 1                                                                      | 0                                                                      | 0                                                                      | 1        |
| 5.                                                                     | Horvátország (CRO)                                                     | 1                                                                      | 0                                                                      | 0                                                                      | 1        |
| 5.                                                                     | Thaiföld (THA)                                                         | 1                                                                      | 0                                                                      | 0                                                                      | 1        |
| 5.                                                                     | Egyesült Államok (USA)                                                 | 1                                                                      | 0                                                                      | 0                                                                      | 1        |
|                                                                        |                                                                        |                                                                        |                                                                        |                                                                        |          |
| 9.                                                                     | Belgium (BEL)                                                          | 0                                                                      | 1                                                                      | 2                                                                      | 3        |
| 10.                                                                    | Németország (GER)                                                      | 0                                                                      | 1                                                                      | 1                                                                      | 2        |
| 10.                                                                    | Mexikó (MEX)                                                           | 0                                                                      | 1                                                                      | 1                                                                      | 2        |
| 10.                                                                    | Oroszország (RUS)                                                      | 0                                                                      | 1                                                                      | 1                                                                      | 2        |
| 10.                                                                    | Törökország (TUR)                                                      | 0                                                                      | 1                                                                      | 1                                                                      | 2        |
| 10.                                                                    | Ukrajna (UKR)                                                          | 0                                                                      | 1                                                                      | 1                                                                      | 2        |
| 15.                                                                    | Dél-Korea (KOR)                                                        | 0                                                                      | 1                                                                      | 0                                                                      | 1        |
| 15.                                                                    | Üzbegisztán (UZB)                                                      | 0                                                                      | 1                                                                      | 0                                                                      | 1        |
|                                                                        |                                                                        |                                                                        |                                                                        |                                                                        |          |
| 17.                                                                    | Kína (CHN)                                                             | 0                                                                      | 0                                                                      | 4                                                                      | 4        |
| 18.                                                                    | Nagy-Britannia (GBR)                                                   | 0                                                                      | 0                                                                      | 2                                                                      | 2        |
| 19.                                                                    | Kolumbia (COL)                                                         | 0                                                                      | 0                                                                      | 1                                                                      | 1        |
| 19.                                                                    | Egyiptom (EGY)                                                         | 0                                                                      | 0                                                                      | 1                                                                      | 1        |
| 19.                                                                    | Spanyolország (ESP)                                                    | 0                                                                      | 0                                                                      | 1                                                                      | 1        |
| 19.                                                                    | Hollandia (NED)                                                        | 0                                                                      | 0                                                                      | 1                                                                      | 1        |
|                                                                        |                                                                        |                                                                        |                                                                        |                                                                        |          |
| Összesen                                                               | Összesen                                                               | 10                                                                     | 10                                                                     | 10                                                                     | 30       |

## Érmesek

### Fiú
| A 2014. évi nyári ifjúsági olimpiai játékok érmesei fiú taekwondóban |                                                |                                          |                                             |
| Versenyszám                                                          | Arany                                          | Ezüst                                    | Bronz                                       |
| 48 kg                                                                | Mahdi Eshaghi · Irán (IRI)                     | Wang Chen-Yu · Tajvan (TPE)              | Daniel Chiovetta · Németország (GER)        |
| 48 kg                                                                | Mahdi Eshaghi · Irán (IRI)                     | Wang Chen-Yu · Tajvan (TPE)              | Stephane Audibert · Franciaország (FRA)     |
| 55 kg                                                                | Huang Yu-Jen · Tajvan (TPE)                    | Joo Donghun · Dél-Korea (KOR)            | Mohamed Ketbi · Belgium (BEL)               |
| 55 kg                                                                | Huang Yu-Jen · Tajvan (TPE)                    | Joo Donghun · Dél-Korea (KOR)            | Jesus Tortosa Cabrera · Spanyolország (ESP) |
| 63 kg                                                                | Edival Marques Quirino Pontes · Brazília (BRA) | Jose Ruben Nava Rodrigues · Mexikó (MEX) | Nabil Ennadiri · Hollandia (NED)            |
| 63 kg                                                                | Edival Marques Quirino Pontes · Brazília (BRA) | Jose Ruben Nava Rodrigues · Mexikó (MEX) | Christian McNeish · Nagy-Britannia (GBR)    |
| 73 kg                                                                | Said Guliyev · Azerbajdzsán (AZE)              | Hamza Adnan Karim · Németország (GER)    | Seif Eissa · Egyiptom (EGY)                 |
| 73 kg                                                                | Said Guliyev · Azerbajdzsán (AZE)              | Hamza Adnan Karim · Németország (GER)    | Danial Salehimehr · Irán (IRI)              |
| +73 kg                                                               | Yoann Miangué · Franciaország (FRA)            | Denys Voronovskyy · Ukrajna (UKR)        | Talha Bayram · Törökország (TUR)            |
| +73 kg                                                               | Yoann Miangué · Franciaország (FRA)            | Denys Voronovskyy · Ukrajna (UKR)        | Liun Jintao · Kína (CHN)                    |

### Lány
| A 2014. évi nyári ifjúsági olimpiai játékok érmesei lány taekwondóban |                                         |                                      |                                       |
| Versenyszám                                                           | Arany                                   | Ezüst                                | Bronz                                 |
| 44 kg                                                                 | Panipak Wongpattanakit · Thaiföld (THA) | Ceren Ozbek · Azerbajdzsán (AZE)     | Chen Zih-Ting · Tajvan (TPE)          |
| 44 kg                                                                 | Panipak Wongpattanakit · Thaiföld (THA) | Ceren Ozbek · Azerbajdzsán (AZE)     | Abigail Stones · Nagy-Britannia (GBR) |
| 49 kg                                                                 | Huang Huai-Hsuan · Tajvan (TPE)         | Indra Craen · Belgium (BEL)          | Zhan Tian Rui · Kína (CHN)            |
| 49 kg                                                                 | Huang Huai-Hsuan · Tajvan (TPE)         | Indra Craen · Belgium (BEL)          | Mitzi Carrillo Osorio · Mexikó (MEX)  |
| 55 kg                                                                 | Ivana Babic · Horvátország (CRO)        | Fatma Sarıdoğan · Törökország (TUR)  | Tatiana Kudashova · Oroszország (RUS) |
| 55 kg                                                                 | Ivana Babic · Horvátország (CRO)        | Fatma Sarıdoğan · Törökország (TUR)  | Laura Roebben · Belgium (BEL)         |
| 63 kg                                                                 | Kimia Alizadeh Zenoorin · Irán (IRI)    | Yulia Turutina · Oroszország (RUS)   | Zhang Chen · Kína (CHN)               |
| 63 kg                                                                 | Kimia Alizadeh Zenoorin · Irán (IRI)    | Yulia Turutina · Oroszország (RUS)   | Debbie Yopasa Gomez · Kolumbia (COL)  |
| +63 kg                                                                | Yount Kendall · Egyesült Államok (USA)  | Abdullaeva Umida · Üzbegisztán (UZB) | Li Csen · Kína (CHN)                  |
| +63 kg                                                                | Yount Kendall · Egyesült Államok (USA)  | Abdullaeva Umida · Üzbegisztán (UZB) | Miuts Yuliia · Ukrajna (UKR)          |